# Benjamin Vautier
Marc Louis Benjamin Vautier (født 27. april 1829 i Morges i Kanton Vaud, død 25. april 1898 i Düsseldorf) var en schweizisk maler og illustrator.
Han studerede under Ernest Hébert og Jean-Léonard Lugardon i Genève, senere (fra 1850) under Rudolf Jordan i Düsseldorf, var et års tid i Paris, men vendte 1857 tilbage til Düsseldorf. Her levede og virkede han resten af sit liv, og til denne bys kunsttraditioner sluttede han sig. Kendskabet til Ludwig Knaus og hans værker førte ham over imod bondelivsmaleriet. I begyndelsen tog han især schweizerne, sine landsmænd, på kornet; senere gav bondelivet i Schwarzwald og deromkring ham en uudtømmelig emnekreds. Allerede det i Paris påbegyndte En schweizisk landsbykirkes indre vakte opmærksomhed, og snart efter fulgte den række fornøjelige og hyggelige folkelivsbilleder, der i gengivelser er trængt ind i tusinder hjem over hele Europa. Vautier skildrer bønderne på hævdvunden vis, i et malerisk foredrag, hvor den udmærkede tegning gerne står højt over farveværdierne, med sympatetisk og humoristisk blik, lægger hygge og idyl over deres færden og forskønner typerne; der er dog natur og sundhed i hans harmoniserende bondelivsskildringer, frodigt og fremragende fortællertalent og elskværdig og rammende karakteristik, der spænder over ret mange følelsesskalaer. Han har også virket som illustrator, Karl Immermanns Oberhof, Berthold Auerbachs Barfüssele med mere.